# Lethata illustra
Lethata illustra es una especie de polilla del género Lethata, orden Lepidoptera.
Fue descrita científicamente por Duckworth en 1967.

## Descripción
Su envergadura es de 27 a 32 mm.

## Distribución
Se encuentra en Perú.